# Zmrocznik przytuliak
Zmrocznik przytuliak (Hyles gallii) – gatunek motyla z rodziny zawisakowatych (Sphingidae).

## Rozmieszczenie geograficzne

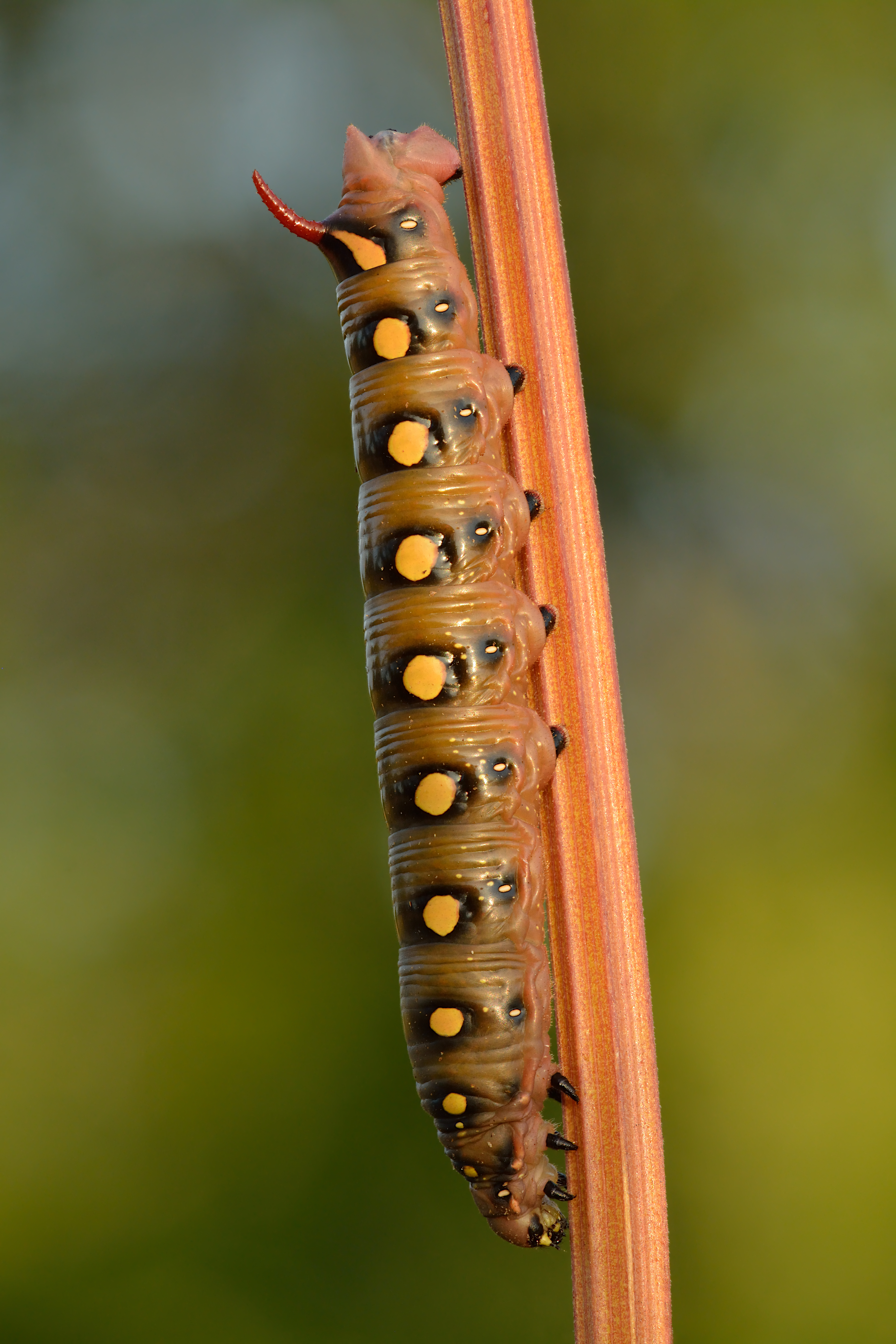
Gąsienica

Jest to gatunek o zasięgu holarktycznym. Zajmuje Eurazję od północno-zachodniej Francji, Wyspy Brytyjskie, kraje Europy Zachodniej, Środkowej i Wschodniej, Półwysep Iberyjski i Bałkański, północną Turcję, północną Fennoskandię, dalej Rosję, Afganistan, Kazachstan, Tybet, Nepal po Chiny, Koreę i Japonię.
Zasięg występowania tego gatunku w Ameryce Północnej obejmuje północną Kalifornię, Kolorado, Pensylwanię i stan Nowy Jork.
W Polsce podawany jest już z końca XIX wieku.
Znany z całej Polski, choć po 1960 roku nie wykazywany z województwa zachodniopomorskiego. Zmrocznik przytuliak uważany jest za motyla raczej rzadko spotykanego w Polsce.

## Cechy
Motyl o rozpiętości skrzydeł 64–72 mm. Przednie skrzydła są brunatne z ciągnącą się od nasady do wierzchołka skrzydła białożółtą smugą. Cechą rozpoznawczą tego gatunku jest smuga kostalna, która jest jednolita. Przy nasadzie skrzydła sterczące białe i czarno-błękitne włoski. Tylne skrzydła przy nasadzie czarne, środkowa część skrzydeł przy wierzchołku żółtawa, w środku ceglastoczerwona, przy kącie tylnym skrzydeł biała. Zewnętrzna część skrzydeł czarna z wąskim szarobrunatnym brzegiem zewnętrznym, natomiast strzępina jest biała. Odwłok oliwkowo-brunatny, dwa pierwsze segmenty z szerokimi, białymi i czarnymi paskami po bokach. Po bokach 5 i 6 segmentu znajdują się niewielkie, poprzeczne białe paski. Na grzbietowej stronie odwłoka czasem zaznaczona wąska jasna linia i rząd białych kropek.

## Środowisko
Habitat tego zawisaka to łąki, śródleśne łąki, zręby, nasłonecznione stoki, parki i ogrody.

## Pojaw stadiów i rośliny żywicielskie
Dorosłe osobniki (imagines) spotykane są od maja do lipca, czasem występuje druga generacja w sierpniu i wrześniu. Larwy (gąsienice), przeważnie na roślinach żywicielskich, obserwuje się w maju i czerwcu, później jeszcze w sierpniu do października.
Gąsienica żeruje na różnych gatunkach przytulii tj. na przytulii pospolitej (Galium mollugo), przytulii właściwej (Galium verum) i na przytulii czepnej (Galium aparine). Za roślinę żywicielską podaje się też wierzbówkę kiprzycę (Chamaenerion angustifolium), babkę zwyczajną (Plantago major), a także gatunki wierzbownicy (Epilobium sp.), fuksji (Fuchsia sp.), i czartawy (Circaea sp.).